# الحسين بن الفهم
الحسين بن فهم، هو الإمام حسين بن محمد بن عبد الرحمن بن فهم بن محرز بن إبراهيم، أبو علي البغدادي. من رواة الحديث وهو صدوق حسن الحديث. وُلد في سنة إحدى عشرة ومائتين. كان حسن المجلس، مفننا في العلوم، كثير الحفظ للحديث، مسنده ومقطوعه، ولأصناف الأخبار والنسب والشعر والمعرفة بالرجال، توفي في رجب سنة تسع وثمانين ومائتين.

## أخباره
- قال ابن كامل القاضي: «كَانَ حَسَنَ المَجْلِس، مُفَنَّناً فِي العُلوم، كَثِيْر الحِفْظِ لِلْحَدِيْثِ؛ مُسْنَدِه وَمقطوعِه، وَلأَصنَافِ الأَخْبَار وَالنَّسَب وَالشِّعر وَالمعْرِفَة بِالرِّجَال، فَصِيْحاً، متوسطاً فِي الفِقْهِ، يمِيل إِلَى مَذْهَب العِرَاقِيِّين، سَمِعْتُهُ يَقُوْلُ: صحبتُ يَحْيَى بن مَعِيْنٍ، فَأَخَذْتُ عَنْهُ مَعْرِفَة الرِّجَال، وَصحبتُ مُصْعَباً، فَأَخذت عَنِه النَّسَب، وَصحبتُ أَبَا خَيْثَمَةَ، فَأَخَذْتُ عَنْهُ المُسْنَد، وَصحبت سَجَّادَةَ، فَأَخذت عَنْهُ الفِقْهَ».[2]
- قال الخطيب البغدادي: «أخبرني أبو الفرج الطناجيري، حدثني علي بن عمر التمار، حدثنا أبو بكر بن كامل القاضي قال: سمعت حسين بن فهم يقول: أشهد علي يا بني أني متى فعلت خلة من ثلاث خلال فانا مجنون، إن شهدت عند الحاكم، أو حدثت العوام، أو قبلت الوديعة».[3]

## روايته للحديث النبوي
- سمع: خلف بن هشام البزار، ويحيى بن معين، ومصعبا الزبيري، ومحمد بن سعد كاتب الواقدي، ومحمد بن سلام الجمحي، وأبا خيثمة زهير بن حرب، وسجادة، ومحرز بن عون، وسليمان بن أبي شيخ، وعبيد الله بن عمر القواريري.
- روى عنه: أحمد بن معروف الخشاب، وأحمد بن كامل القاضي، وإسماعيل بن علي الخطبي، وأبو علي الطوماري.
- الجرح والتعديل: قال أبو عبد الله الحاكم النيسابوري: «ليس بالقوي»، وذكره في المستدرك، قال: «ثقة مأمون حافظ». قال الخطيب البغدادي: «كان عسرًا في الرواية متمنعن إلا لمن أكثر ملازمته»، وقال مرة أخرى: «كان ثقة»، وقال الدارقطني: «ليس بالقوي». وقال عبد الحي بن العماد الحنبلي: «كان واسع الحفظ متقنا للأخبار».[1]